# V470 Возничего
V470 Возничего (лат. V470 Aurigae) — одиночная переменная звезда в созвездии Возничего на расстоянии (вычисленном из значения параллакса) приблизительно 16506 световых лет (около 5061 парсека) от Солнца. Видимая звёздная величина звезды — от +12,6m до +12m.

## Характеристики
V470 Возничего — оранжевый гигант, пульсирующая переменная звезда, классическая цефеида (DCEP) спектрального класса K. Радиус — около 39,13 солнечных, светимость — около 313,127 солнечных. Эффективная температура — около 3882 K.